# Fabrizio Taglioni
Fabrizio Taglioni (Roma, 31 ottobre 1913 – ...) è stato uno sceneggiatore e regista italiano.

## Biografia
Taglioni ha lavorato come sceneggiatore e regista dagli anni '50 sino alla fine degli anni '70

## Filmografia

### Sceneggiatore

#### Cinema
- Giudicatemi, regia di Giorgio Cristallini (1949)
- Piume al vento, regia di Ugo Amadoro (1951)
- Tempesta su Ceylon (Das Todesauge von Ceylon), regia di Gerd Oswald e Giovanni Roccardi (1963)

### Sceneggiatore e regista

#### Cinema
- Non ho paura di vivere (1952)
- Un branco di vigliacchi (1962)
- La ballata dei mariti (1963)
- Gli uccisori (1977)